# Sareitz
Sareitz ist ein Ortsteil der Gemeinde Waddeweitz im niedersächsischen Landkreis Lüchow-Dannenberg.

## Geographie

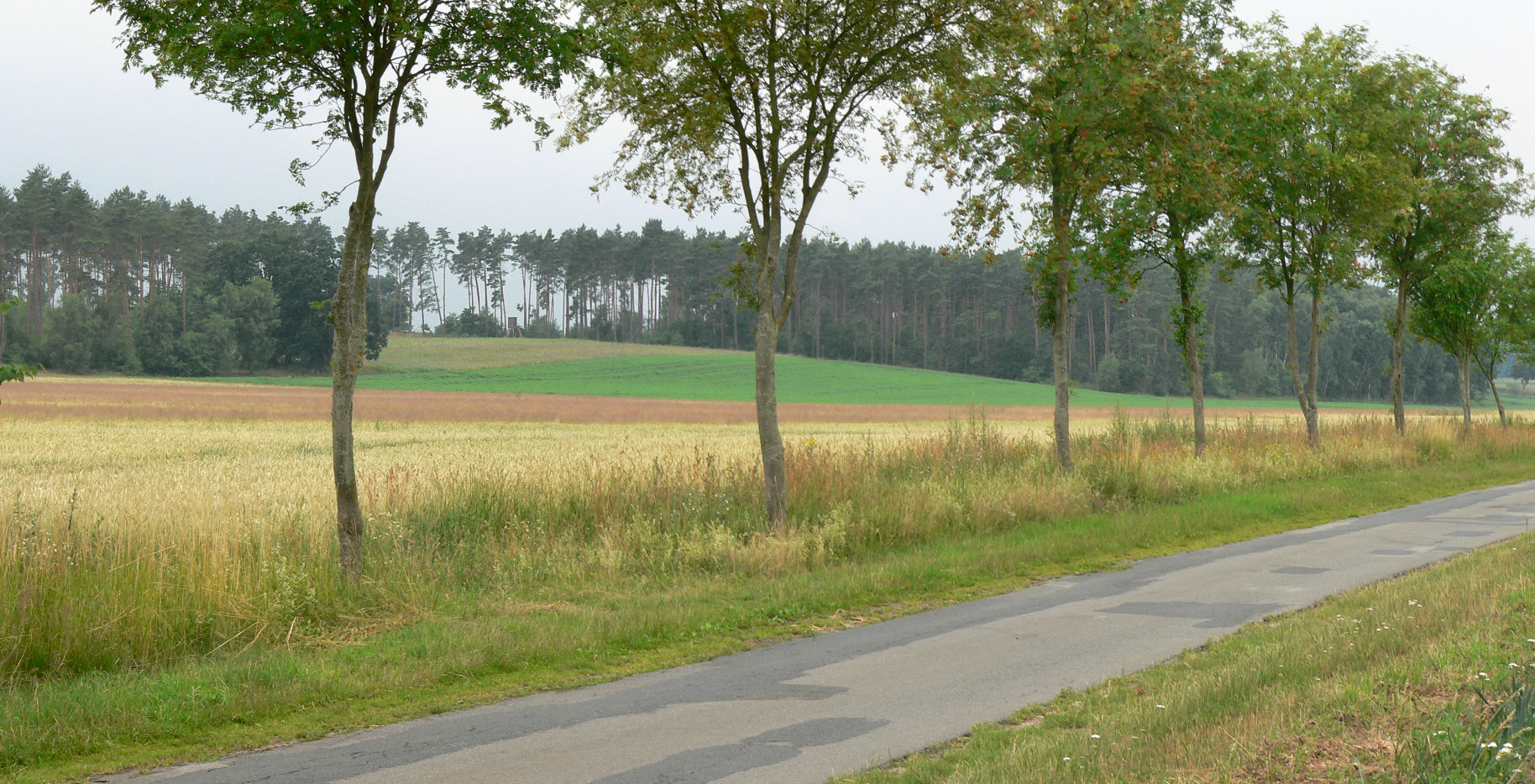
Kiefernbestandene Erhebungen des Drawehn bei Sareitz

Das Dorf liegt knapp vier Kilometer nördlich von Waddeweitz im Hohen Drawehn.

## Geschichte
Für das Jahr 1848 wird angegeben, dass Sareitz drei Wohngebäude hatte, in denen 26 Einwohner lebten. Zu der Zeit war der Ort nach Groß Wittfeitzen eingepfarrt, wo sich auch die Schule befand.
Im Jahr 1852 wechselte Sareitz vom Amt Dannenberg in das neu gebildete Amt Clenze.
Am 1. Dezember 1910 hatte Sareitz 23 Einwohner und war eine eigenständige Gemeinde im Kreis Lüchow.